# کاترین میراندا چانگ
 کاترین میراندا چانگ (انگلیسی: Katherine Miranda Chang؛ زاده ۱۱ فوریهٔ ۱۹۹۴) یک تنیس‌باز اهل پرو است.